# Paternostro (araldica)
Paternostro è un termine utilizzato in araldica per indicare il rosario, colle grana d'argento e di rosso, e pendentevi la croce bifida ottagona; speciale ai balì ed al Gran Maestro di Malta.